# Трудолюбівка (Баштанський район)
Трудолю́бівка —  село в Україні, у Снігурівській міській громаді Баштанського району Миколаївської області. Населення становить 441 особу.

## Населення

### Мова
Розподіл населення за рідною мовою за даними перепису 2001 року:
| Мова       | Кількість | Відсоток |
| ---------- | --------- | -------- |
| українська | 421       | 95.46%   |
| російська  | 10        | 2.27%    |
| румунська  | 10        | 2.27%    |
| Усього     | 441       | 100%     |